# دراما نفسية

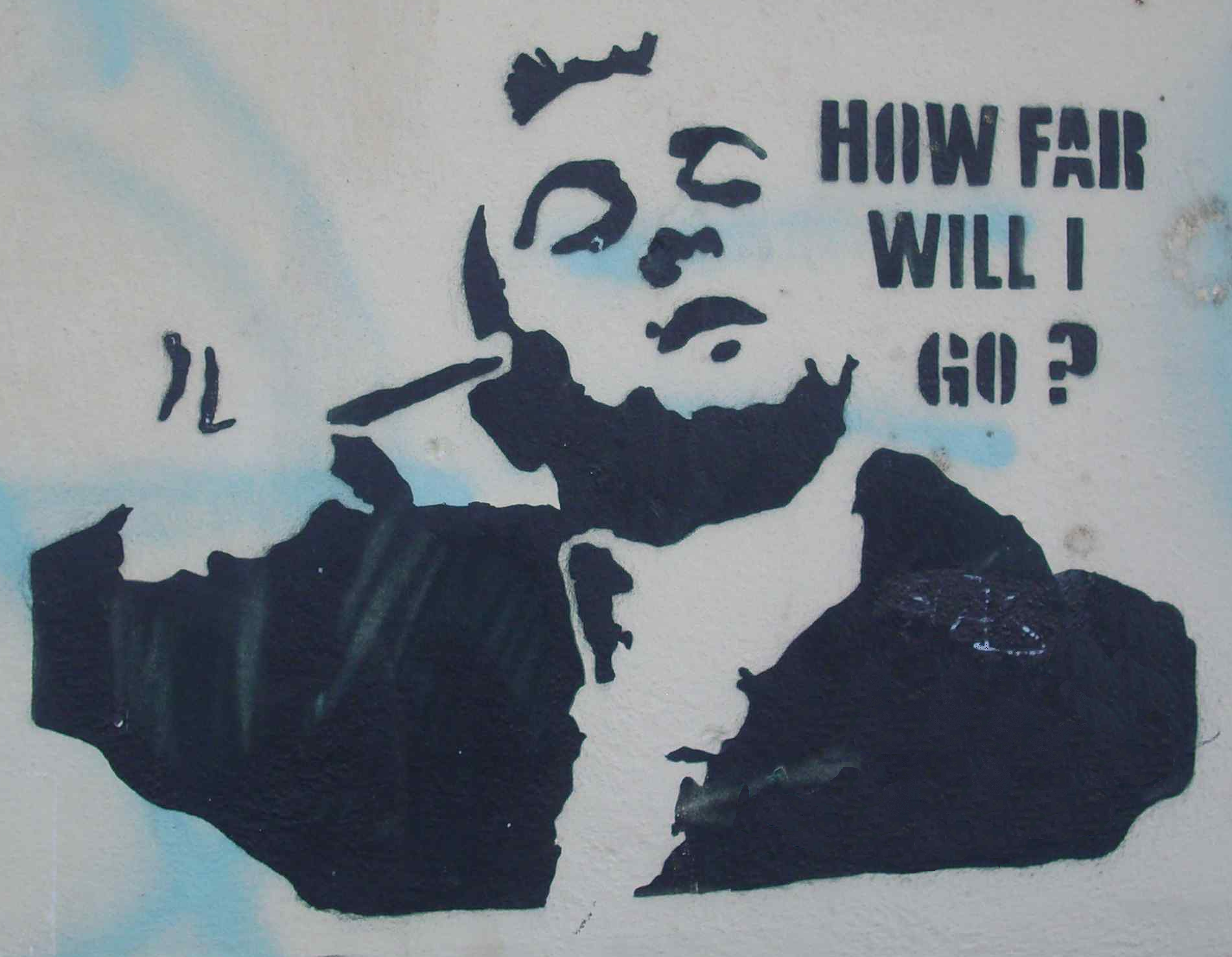
السيكو دراما والتي ترتكز على العناصر النفسية والفنتازيا.

الدراما النفسية، أو السيكودراما هو نوع فرعي من أنواع الدراما يركز على العناصر النفسية. وغالبًا ما يتداخل مع أنواع أخرى مثل أدب الجريمة، والخيال (الفنتازيا)، والكوميديا السوداء، والخيال العلمي، ويرتبط ارتباطًا وثيقًا بأنواع الرعب النفسي والإثارة النفسية، تستخدم الدراما النفسية هذه الأنواع للتركيز على الحالة البشرية والتأثيرات النفسية بنبرة ناضجة وجادة.

## الموضوعات
ظهرت العديد من مواد الدراما النفسية على مدى السنوات الماضية، في مختلف وسائل الاعلام (الأفلام، الادب، الإذاعة، الخ.)، من هذه الموضوعات:
- الهجر العاطفي
- مشاكل البلوغ
- الإنكار
- الإعاقة
- الجنس البشري
- الاضطرابات النفسية
- تقلبات المزاج
- السلوكيات الغريبة
- اضطراب ما بعد الصدمة
- العنف النفسي
- الفن السايكدلي
- القضايا الاجتماعية

وغيرها من المواضيع التي تسلط الضوء على كل من قضايا حياة الشخصيات والواقع.

## أمثلة

### كتاب السيناريو ومخرجين وممثلين
- بول توماس أندرسون
- هيدياكي أنو
- دارين أرنوفسكي
- إنغمار برغمان
- برناردو برتولوتشي
- صوفيا كوبولا
- أليخاندرو غونزاليز إيناريتو
- تشارلي كوفمان
- كريستوف كيشلوفسكي
- أكيرا كوروساوا
- يورجوس لانثيموس
- توماس مكارثي
- غاسبار نوي

### أفلام سينمائية
- أجمل سنوات العمر (1946).[3]
- موت بائع متجول (1951).[4]
- جوني بليندا (1948).[5]
- مكان في الشمس (1951).[6]
- بيت الأفعى (1948).[7]
- عربة اسمها الرغبة (1951).[8]

### تلفاز
- العلاقة.[9]
- نزل بيتس.[10]
- بوجاك هورسمان.[11]
- حكاية أمة.[12]
- المهووس.[13]
- راي دونوفان.[14]
- هؤلاء نحن.[12]
- دبابير السترة الصفراء.[15]

### أنمي ومانغا
- صوت صامت.[16]
- أكاغي.[17]
- أزهار الشر.[18]
- نيون جينيسيس إيفانجيليون.[19]
- الفتاة الساحرة مادوكا ماجيكا
- المشاغب لا يحلم عن فتاة الأرنب سينباي.[20]
- أمنية الحثالة.[21][22]
- مجرة الحصير.[23]
- وندر ايغ بريوريتي.[24]
- بيستارز
- سوني بوي

### في الأدب
- الأدب - زوجات الشتاء (2021).[25][26]
- رواية - القديس العاشر.[27]
- مسرحية - السيدة الصينية.[28]
- رواية - تريش.[29]